# گریونا اوکراین
گْریونا (هْریونا) (به اوکراینی: гривня) یکای پول کشور اوکراین است. گریونا از ۲ سپتامبر ۱۹۹۶ جایگزین کاربوانت شد.

## اسکناس‌ها
اسکناس ۱۰۰۰ گریونایی ارزشمندترین اسکناس سری کنونی است که در سال ۲۰۱۹ به این مجموعه افزوده شد. همچنین به رغم توقف چاپ اسکناس‌های ۱، ۲، ۵ و ۱۰ آنها همچنان در کنار سکه‌های جدید هم‌ارز خود در چرخشند.

### سری کنونی
| بها و ابعاد | نگاره | نگاره | رنگ                 | شرح                                                                                                | شرح                                                                                                | شرح                          | تاریخ آغاز چاپ  | تاریخ پایان چاپ |
| بها و ابعاد | رو    | پشت   | رنگ                 | ته‌نقش                                                                                              | رو                                                                                                 | پشت                          | تاریخ آغاز چاپ  | تاریخ پایان چاپ |
| --- | ----- | ----- | ------------------- | -------------------------------------------------------------------------------------------------- | -------------------------------------------------------------------------------------------------- | ---------------------------- | --------------- | --------------- |
| ₴۱ ۱۱۸ × ۶۳ mm |       |       | زرد و آبی           | ولادیمیر کبیر ( ۹۵۸–۱۰۱۵)، شاهزاده نووگورود و شاهزاده اعظم کیف فرمانروای روس کیف در (۹۸۰–۱۰۱۵)     | ولادیمیر کبیر ( ۹۵۸–۱۰۱۵)، شاهزاده نووگورود و شاهزاده اعظم کیف فرمانروای روس کیف در (۹۸۰–۱۰۱۵)     | دیوار دژ ولادیمیر در کیف     | ۲۲ مه ۲۰۰۶      | ۱ اکتبر ۲۰۲۰    |
| ₴۲ ۱۱۸ × ۶۳ mm |       |       | قرمز مایل به قهوه‌ای | یاروسلاو خردمند (۹۷۸ – ۱۰۵۴)، شاهزاده نووگورود و شاهزاده اعظم کیف فرمانروای روس کیف در (۱۰۱۹–۱۰۵۴) | یاروسلاو خردمند (۹۷۸ – ۱۰۵۴)، شاهزاده نووگورود و شاهزاده اعظم کیف فرمانروای روس کیف در (۱۰۱۹–۱۰۵۴) | کلیسای جامع سنت سوفیا در کیف | ۲۴ سپتامبر ۲۰۰۴ | ۱ اکتبر ۲۰۲۰    |
| ₴۵ ۱۱۸ × ۶۳ mm |       |       | آبی                 | بوگدان خملنیتسکی ( ۱۵۹۵–۱۶۵۷)، هتمان اوکراین                                                       | بوگدان خملنیتسکی ( ۱۵۹۵–۱۶۵۷)، هتمان اوکراین                                                       | کلیسایی در روستای سوبتیف     | ۱۴ ژوئن ۲۰۱۴    | ۱ اکتبر ۲۰۲۰    |
| ₴۱۰ ۱۲۴ × ۶۶ mm |       |       | زرشکی               | ایوان مازپا (۱۶۳۹–۱۷۰۹)، هتمان اوکراین                                                             | ایوان مازپا (۱۶۳۹–۱۷۰۹)، هتمان اوکراین                                                             | صومعهٔ پچرسک لاورا کیف        | ۱ نوامبر ۲۰۰۴   | ۱ اکتبر ۲۰۲۰    |
| ₴۲۰ ۱۳۰ × ۶۹ mm |       |       | سبز                 | ایوان فرانکو (۱۸۵۶–۱۹۱۶)، نویسنده و سیاستمدار                                                      | ایوان فرانکو (۱۸۵۶–۱۹۱۶)، نویسنده و سیاستمدار                                                      | تئاتر اپرا و باله لوف        | ۲۵ سپتامبر ۲۰۱۸ | در چرخش         |
| ₴۵۰ ۱۳۶ × ۷۲ mm |       |       | بنفش                | میخائیل گروشوسکی (۱۸۶۶–۱۹۳۴)، تاریخ‌نگار و سیاستمدار.                                               | میخائیل گروشوسکی (۱۸۶۶–۱۹۳۴)، تاریخ‌نگار و سیاستمدار.                                               | شورای مرکزی اوکراین در کیف   | ۲۰ دسامبر ۲۰۱۹  | در چرخش         |
| ₴۱۰۰ ۱۴۲ × ۷۵ mm                                                                                                   |       |       | زیتونی              | تاراس شوچنکو (۱۸۱۴–۱۸۶۱)، شاعر و هنرمند                                                            | تاراس شوچنکو (۱۸۱۴–۱۸۶۱)، شاعر و هنرمند                                                            | دانشگاه ملی تاراس شفچنکو کیف | ۹ مارس ۲۰۱۵     | در چرخش         |
| ₴۲۰۰ ۱۴۸ × ۷۵ mm                                                                                                   |       |       | صورتی               | لسیا یوکراینکا (۱۸۷۱–۱۹۱۳)، شاعر و نویسنده                                                         | لسیا یوکراینکا (۱۸۷۱–۱۹۱۳)، شاعر و نویسنده                                                         | ورودی برج کاخ لوتسک          | ۲۵ فوریه ۲۰۲۰   | در چرخش         |
| ₴500 154 × 75 mm                                                                                                   |       |       | قهوه‌ای              | گرگوری اسکوورودا (۱۷۲۲–۱۷۹۴)، فیلسوف و شاعر                                                        | گرگوری اسکوورودا (۱۷۲۲–۱۷۹۴)، فیلسوف و شاعر                                                        | دانشگاه ملی موهیلا           | ۱۱ آوریل ۲۰۱۱   | در چرخش         |
| ₴۱,۰۰۰ ۱۶۰ × ۷۵ mm                                                                                                 |       |       | آبی                 | ولادیمیر ورنادسکی (۱۸۶۳–۱۹۴۵)، تاریخ‌نگار، فیلسوف، طبیعت‌گرا و دانشمند                               | ولادیمیر ورنادسکی (۱۸۶۳–۱۹۴۵)، تاریخ‌نگار، فیلسوف، طبیعت‌گرا و دانشمند                               | آکادمی ملی علوم اوکراین      | ۲۵ اکتبر ۲۰۱۹   | در چرخش         |
| These images are to scale at 0.7 pixels per millimetre. For table standards, see the banknote specification table. |       |       |                     | | |                              |                 |                 |